# Aplidium gastrolineatum
Aplidium gastrolineatum är en sjöpungsart som beskrevs av Kott 1992. Aplidium gastrolineatum ingår i släktet Aplidium och familjen klumpsjöpungar. Inga underarter finns listade i Catalogue of Life.